# Herrenhaus Melkof

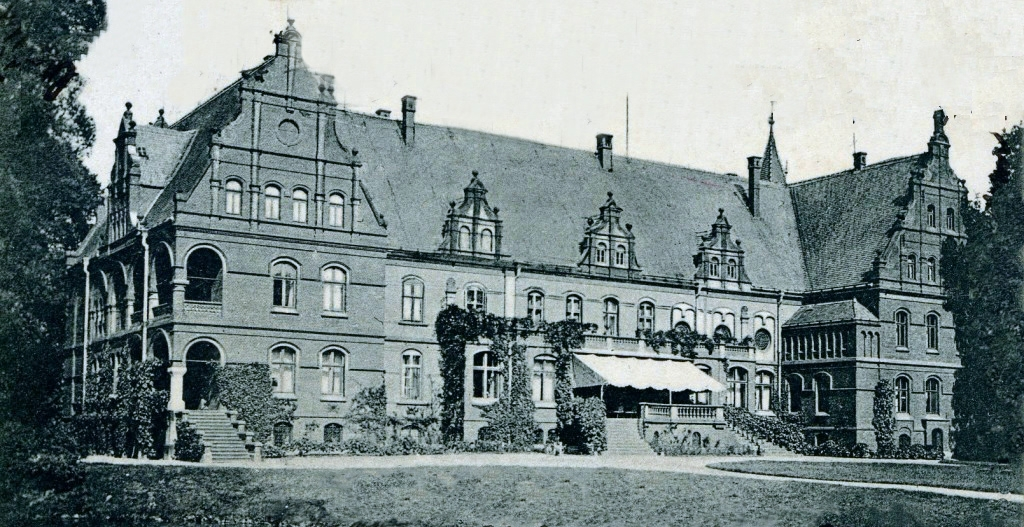
Herrenhaus Melkof um 1898

Das Herrenhaus Schloss Melkof liegt an einem See im Vellahner Ortsteil Melkof, einer Gemeinde im Landkreis Ludwigslust-Parchim in Mecklenburg-Vorpommern. Es befindet sich heute in Privatbesitz. Das Gebäude ist mit seinen über 4800 m² Nutzfläche eines der größten Herrenhäuser Norddeutschlands aus der Zeit des Historismus. Gebäude und Park liegen im Zentrum des Mecklenburgischen Elbauetals.

## Geschichte und Besitzerfolge

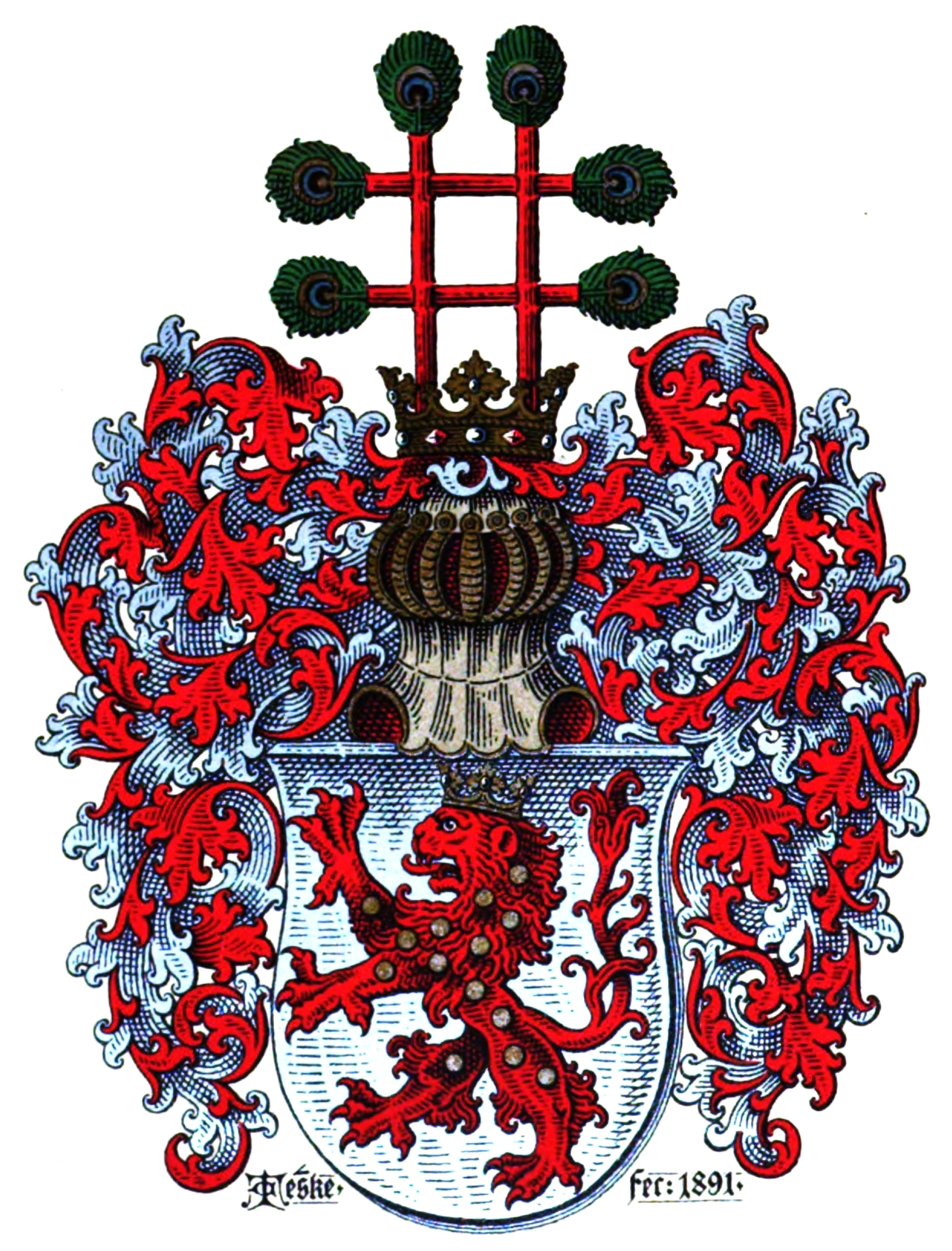
Wappen der Familie von Pentz

### Familie von Pentz Melkhof
In einer Urkunde vom 27. August 1471 wurde Knappe Ullrich Pentz zu Melkhof erstmals urkundlich erwähnt. Aus dieser ist zu entnehmen, dass er Eigentümer von Hufen und Höfen in Melkhof war. Ullrich Pentz gilt als Stammvater des Hauses Melkhof.
Seine Söhne Paschen und Helmold erschienen erstmals als Herren des Gutes Melkhof, mit allen verbundenen Ansprüchen und Verpflichtungen. Nachdem Paschen von Pentz 1533 gestorben war, übernahm sein Bruder Helmold seine Lehngüter, so auch Melkhof. Dies allerdings nur vorläufig, um diese für Paschens Tochter Ursula zu verwalten. Aus dem Landbuch der Ritterschaft und des Adels von 1535 geht Helmold von Pentz als Herr über Melkhof und Quast hervor. Seinen Hauptwohnsitz verlegte dieser im Jahr 1537 von Quast nach Melkhof.
1553 übertrug Helmold seiner Tochter Anna und ihrem Mann Wolf von Ahlefeld auf Lebenszeit die Lehnsgüter. Der Vertrag wurde am 30. Dezember 1553 durch den Herzog Johann Albrecht bestätigt. In der zweiten Jahreshälfte des Jahres 1572 starb der bereits erblindete Helmold von Pentz. Er und sein älterer Bruder Paschen waren die ersten Herren des Gutes Melkhof.

### Familie von Pentz Raguth
Bereits 1571 gelangte Christoph von Pentz aus dem Raguther Hause teilweise in Besitz des Gutes Melkhof.
Am 29. November 1629 kam es dann zur Erbteilung in der Raguther Linie. Kuno Ulrich von Pentz erhielt daraufhin das Gut Melkhof. Erst 1648, nach dem Tode Levins von Pentz, gelangten die Güter in Besitz der Söhne Kuno Ullrich und Markwart Ernst; aber nicht per Erbschaft, sondern als Lehnsfolger.
Mit dem Tod von Markwart Ernst von Pentz im Jahr 1733 endete die Raguther Linie ohne einen männlichen Erben. Das Gut fiel daher an die Besendorfer Linie derer von Pentz, nachdem man sich mit der Witwe geeinigt hatte.

### Familie von Pentz Besendorf und Brahlstorf
Mit dem Erlöschen der Besendorfer Linie der Familie von Pentz gingen die Güter Melkhof, Jesow und Langenheide an die Lehnsvettern des Brahlstorfer Hauses über. Im Jahre 1771 übernahmen David und Wilken von Pentz diese Güter. Gutsherr David von Pentz starb am 28. Juni 1799 im Herrenhaus Melkhof. Im September 1800 wurde der Sohn und Erbe Carl Friedrich Wilhelm von Pentz nach Schwerin geladen, um den Lehnseid bezüglich der auf ihn vererbten Güter Melkhof, Jesow und Langenheide abzuleisten.
Am 12. März 1811 verstarb auch die Mutter von Carl von Pentz. Daraufhin beauftragte der Erbe den Kammerherrn und Gutsverwalter Hans von Graevenitz mit dem Verkauf des Gutes Melkhof, mit der Auflage, dass das Gut Melkhof nicht unter 200 000 Taler verkauft werden sollte. Erst 1819 fand sich ein Käufer, der hannoverische Staats- und Kabinettsminister Claus von der Decken. Carl von Pentz verstarb am 18. Mai 1827 in Frankfurt am Main.

### Familie von der Decken
Im Auftrag des neuen Gutsherrn wurde im Zeitraum von 1819 bis 1820 ein klassizistisches Herrenhaus errichtet.
Klaus von der Decken verstarb nur wenige Jahre später am 10. Juli 1826 in Hannover. Die Güter erbte sein Sohn Ernst Carl von der Decken, der ebenfalls seinen Hauptwohnsitz auf Melkhof hatte. Als dieser 1846 starb, trat sein ältester aber noch minderjähriger Sohn Julius von der Decken die Erbfolge an. Nach Vereinbarung mit der Curatel der minderjährigen Kinder des Verstorbenen, wurden die beiden Brüder des Verstorbenen als gegenwärtige Eigentümer der Güter Melkhof, Jesow und Langenheide anerkannt. Mit Erlangung der Volljährigkeit trat Julius von der Decken das Erbe seines Vaters an und übernahm fortan die Verantwortung für den Gutsbetrieb. Des Erben jüngerer Bruder Carl Claus von der Decken, bekannter Ost-Afrika Reisender, hatte ebenfalls seinen Wohnsitz auf Gut Melkhof.
Gutsherr Julius von der Decken starb am 16. Juni 1867 während einer Auslandsreise in Vichy.
Nach dem Tod von Julius von der Decken, ließ seine Witwe Anna Hedwig von der Decken auf dem Schlossgelände die heute als evangelische Dorfkirche genutzte Gutskirche Melkof mit Gruftanbau errichten.
Vier Generationen von der Decken auf Melkof, vom Minister Claus von der Decken bis zu den Urenkelinnen

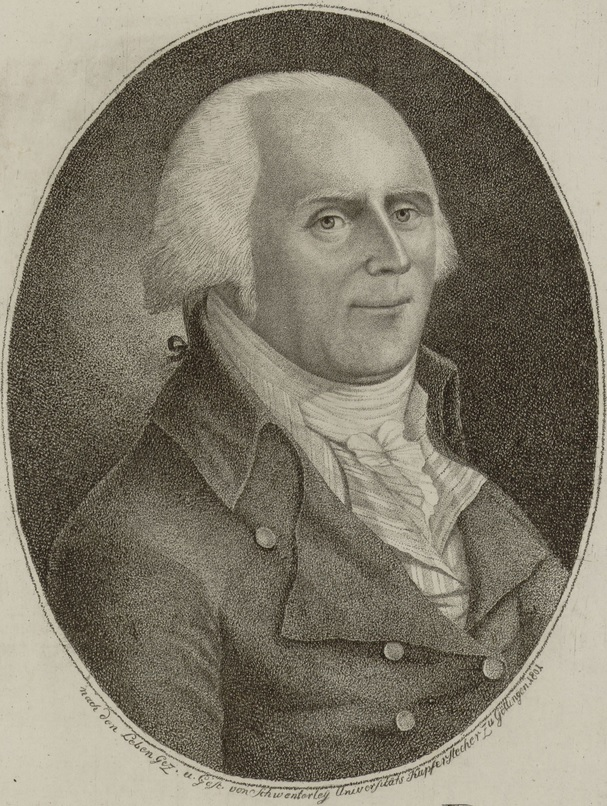
Claus von der Decken (1742–1826), Kurator der Universität Göttingen und königlich hannoverscher Staatsminister
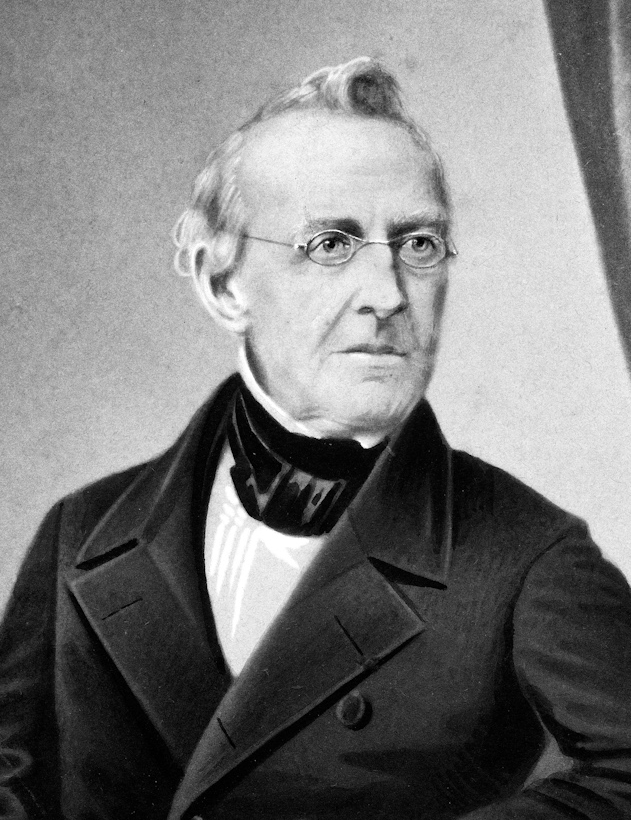
Wilhelm von der Decken, Ritterschaftspräsident (1781–1853), war ein Bruder von Friedrich von der Decken auf Melkof
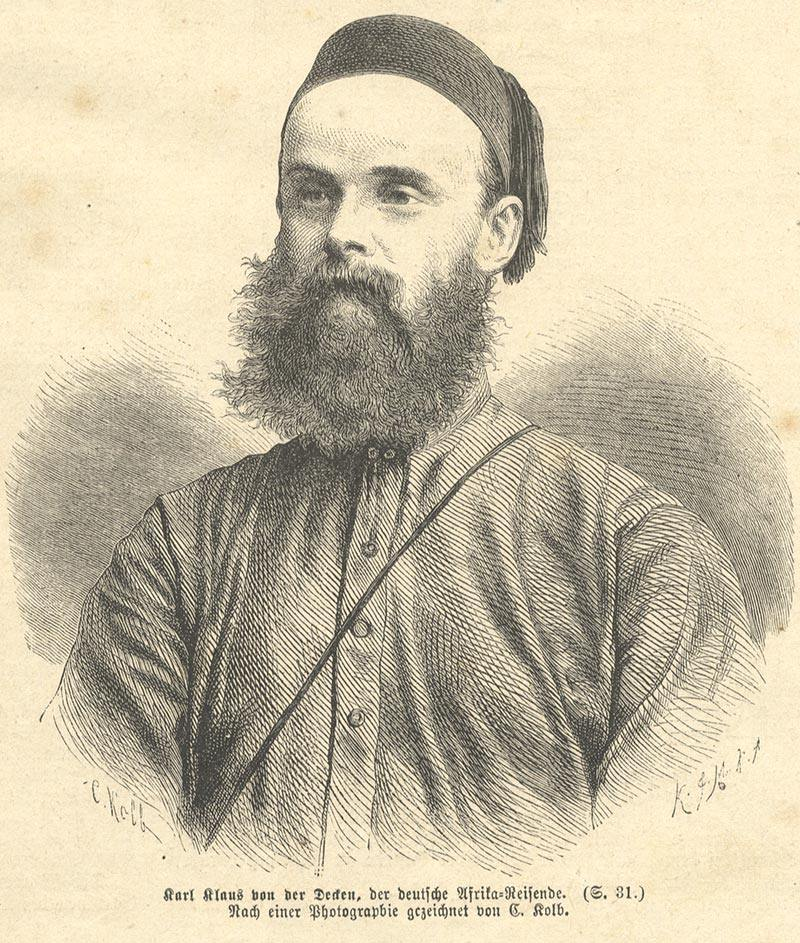
Karl Klaus von der Decken (1833–1865), Entdeckungsreisender und Afrikaforscher
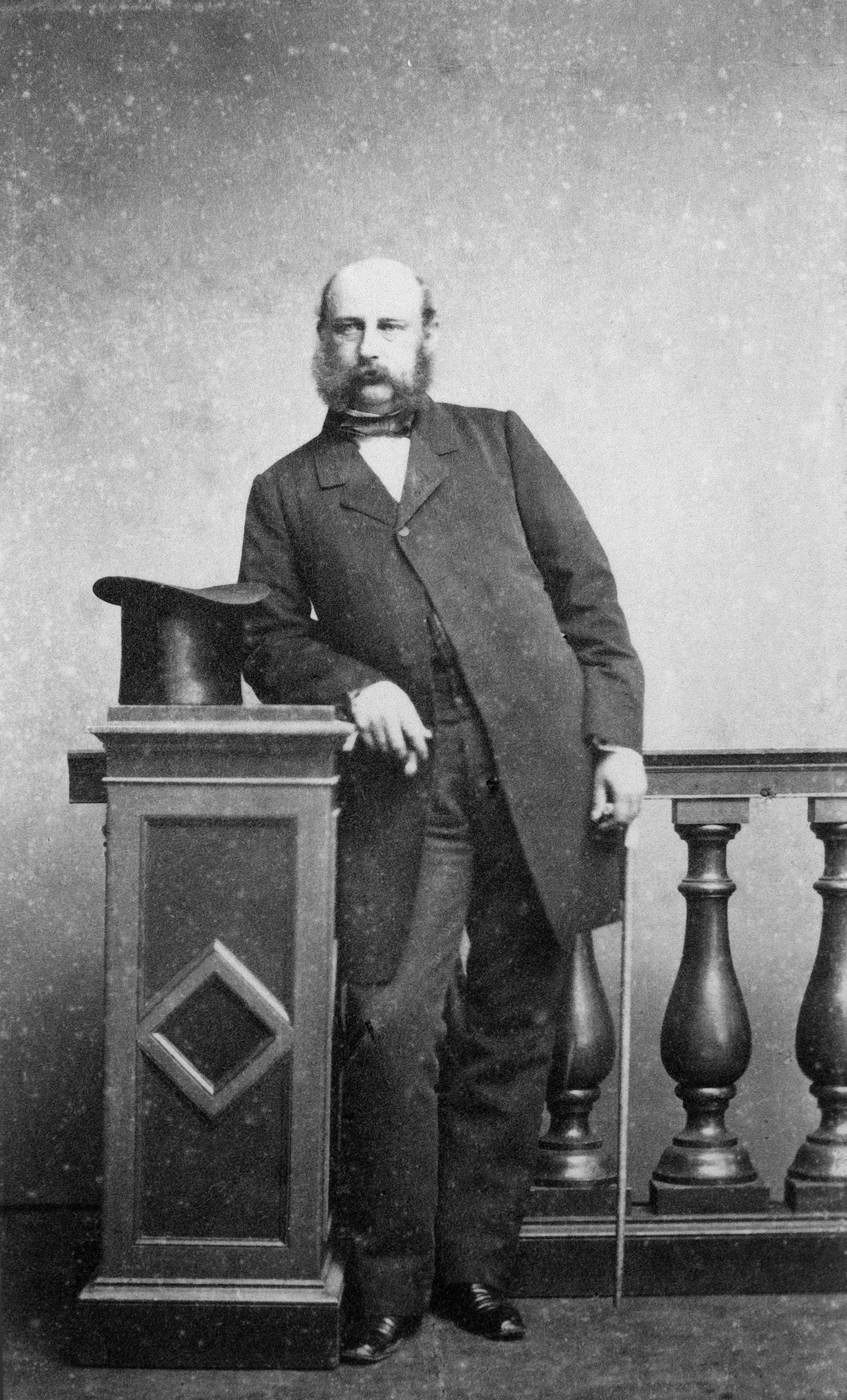
Julius von der Decken auf Melkof (1827–1867) ist der ältere Bruder des Afrikaforschers
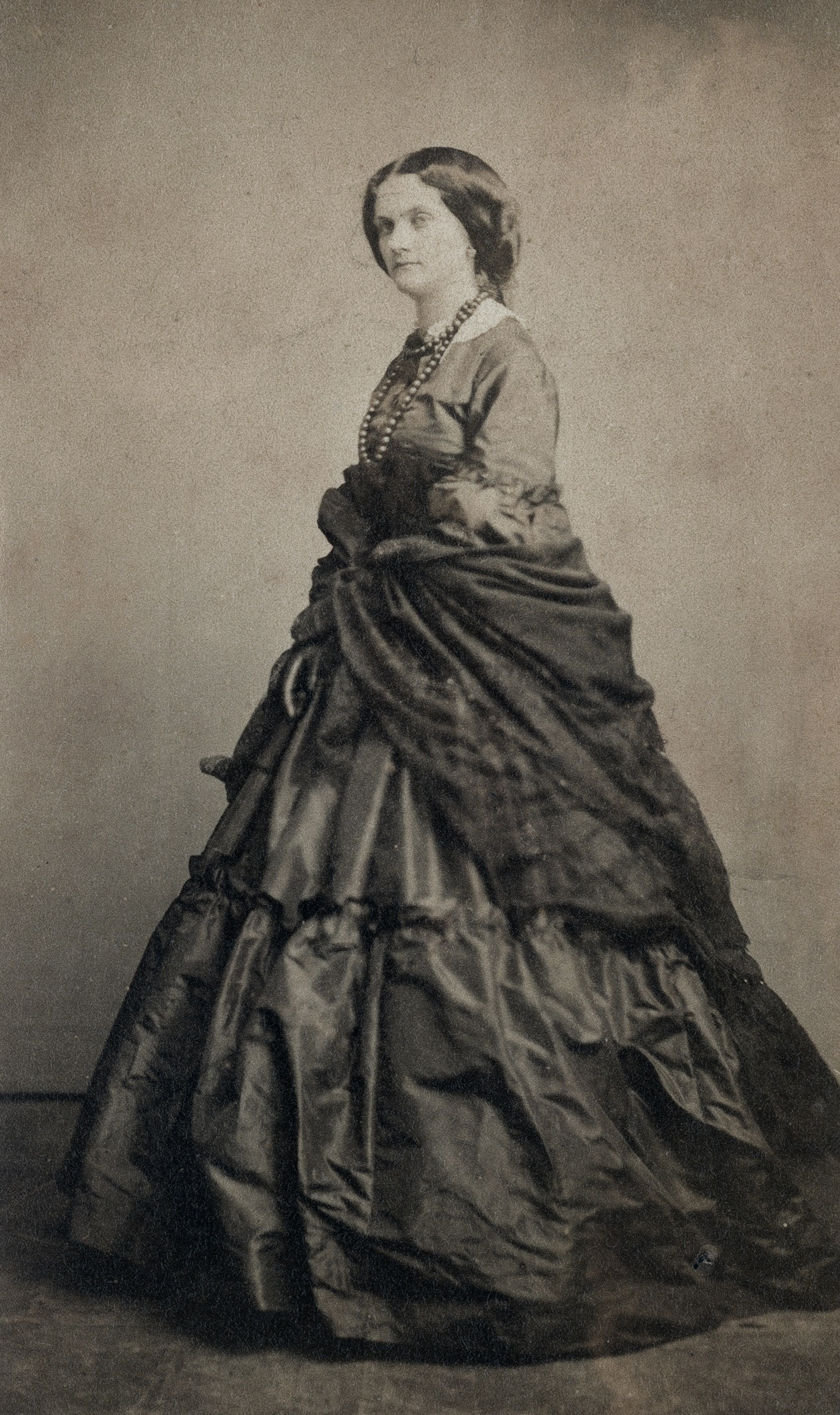
Anna Hedwig von der Decken geb. von Kleist (1829–1920) Ehefrau von Julius
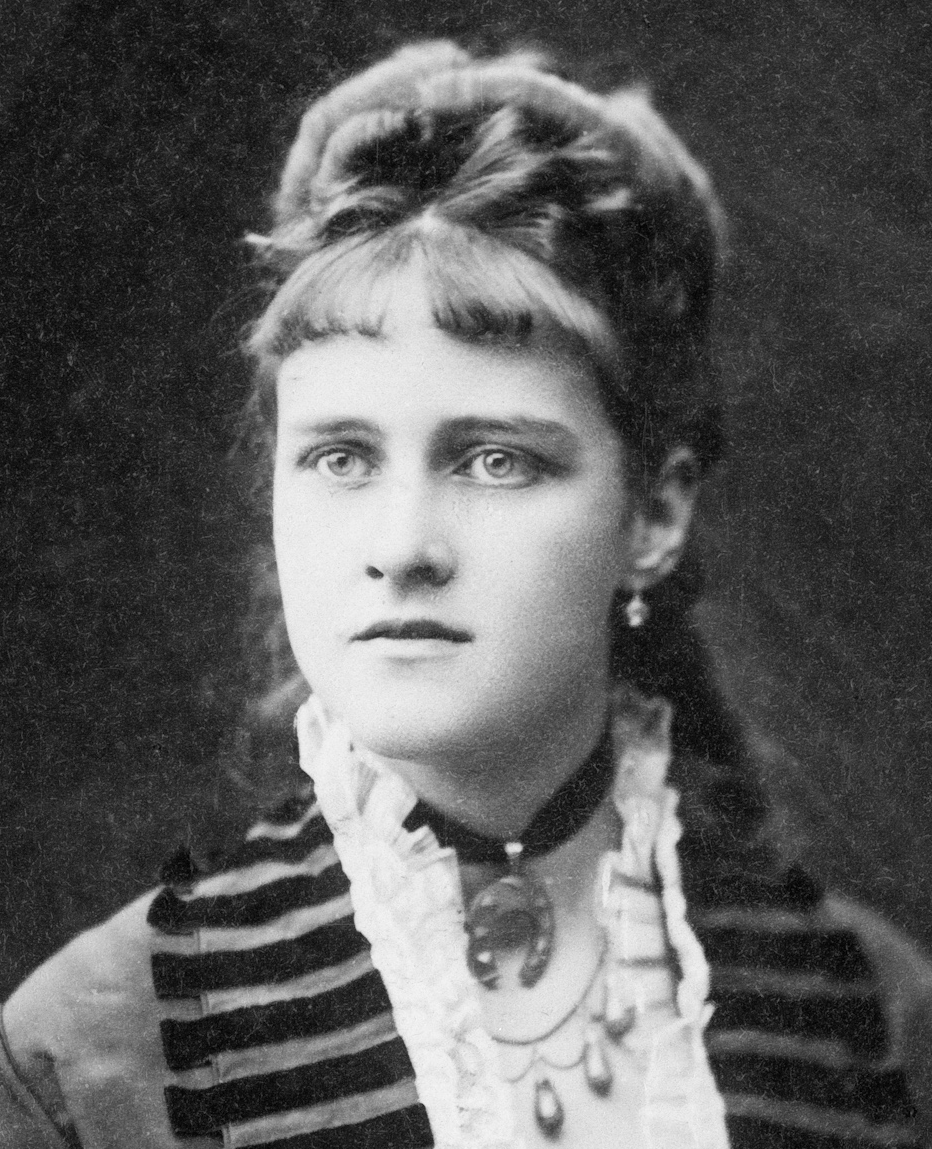
Adelheid von der Decken verheiratete v. Kanitz und v. Kleist auf Melkof (1857–1946) Tochter von Julius und Anna
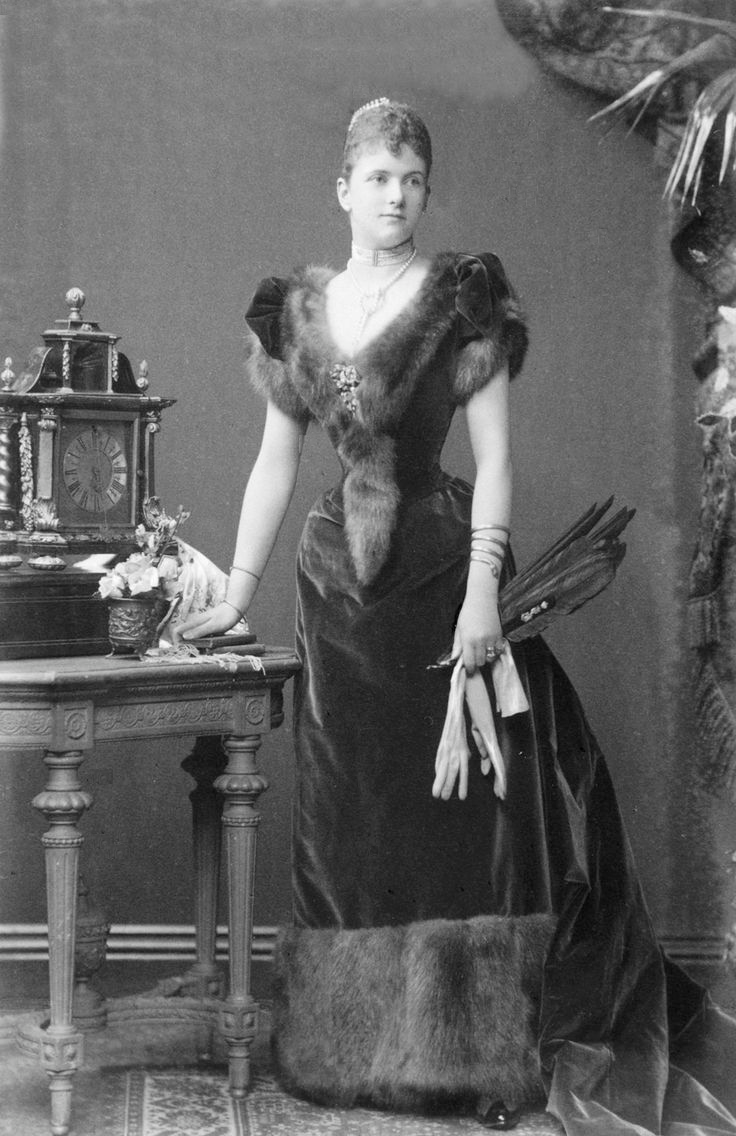
Gräfin Charlotte von Hohenau geb. von der Decken aus Melkof (1863–1933) Schwester von Adelheid
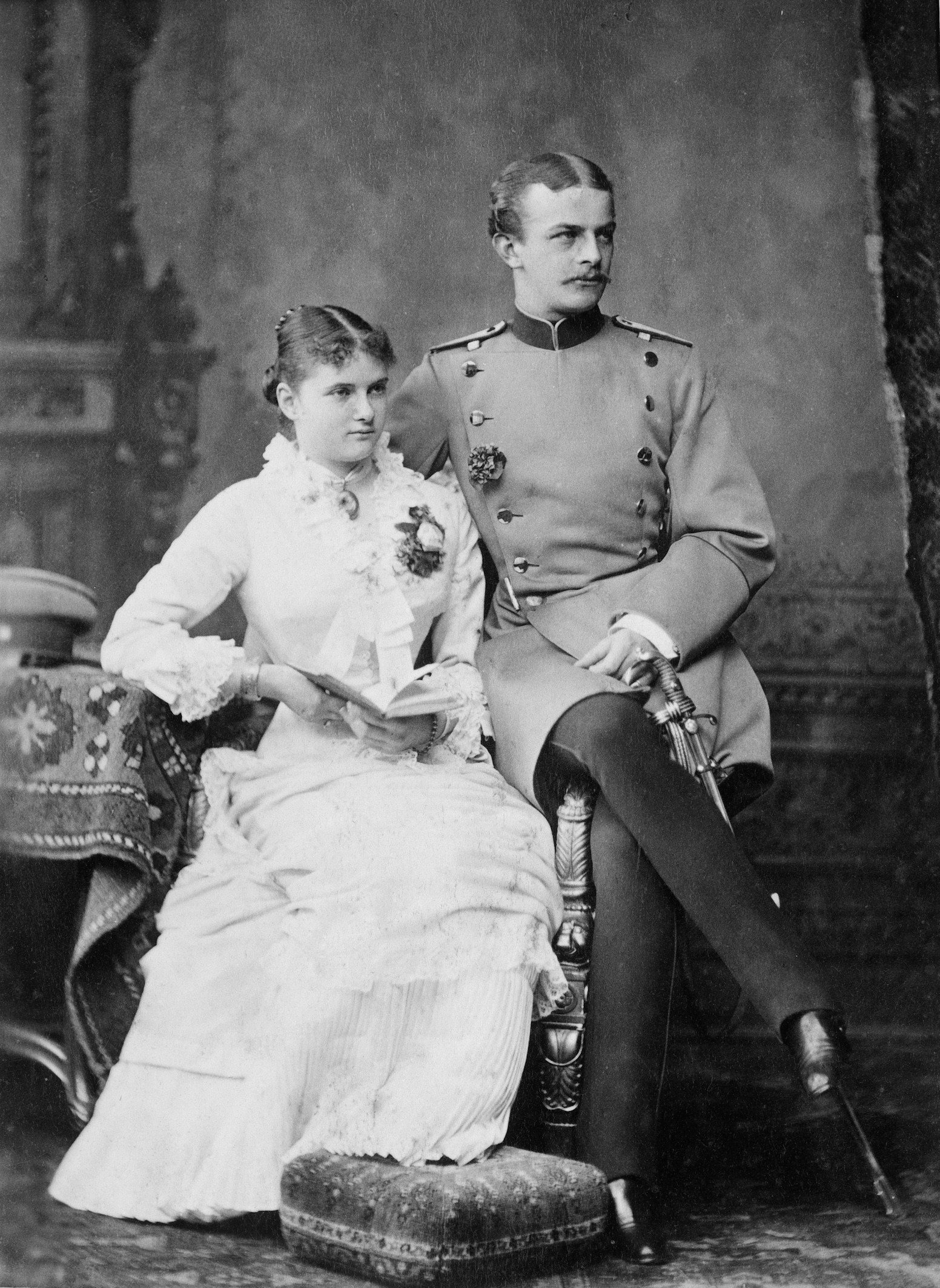
Charlotte von der Decken ⚭ Graf Friedrich von Hohenau auf  Schloss Albrechtsberg bei Dresden

### Familie von Kanitz
Die Tochter von Julius von der Decken und Hedwig von Kleist, Adelheid von der Decken, heiratete am 15. September 1875 in der Gutskirche Melkhof den preußischen Grafen Konrad Erich Rudolf von Kanitz (1844–1901) und erbte das Familienfideikommiss nach dem mecklenburgischen Erbjungfernrecht. Aus der Ehe gingen vier Kinder hervor.
Als Großherzoglich Mecklenburg-Schwerinscher Kammerherr pflegte Graf von Kanitz enge Kontakte zum Großherzoglichen Haus Mecklenburg-Schwerin. So konnte er im Oktober 1893 Großherzog Friedrich Franz III. und Großherzogin Anastasia sowie Prinz und Prinzessin Reuß als seine Gäste auf Schloss Melkof begrüßen. Auch die Herzöge Adolf Friedrich und Heinrich zu Mecklenburg folgten gerne den Einladungen des Grafen zur Jagd, wie in den Jahren 1898/1899. Auch Herzog-Regent Johann Albrecht zu Mecklenburg und seine Frau Elisabeth besuchten die Familie von Kanitz im Jahr 1899 auf ihrem Anwesen. 1901 verstarb Ehrenritter des Johanniterordens und preußischer Rittmeister a. D. Konrad Erich Rudolf Graf von Kanitz auf seinem Anwesen in Melkof.
Auf Antrag von Adelheid von Kanitz wurde per landesherrlicher Anordnung im Jahresübergang 1887/88 die Umbenennung des Gutes Melkhof vollzogen, welches seither den Namen Melkof trägt.
Der 1883 geborene Sohn Bolko Konrad Graf von Kanitz, zuvor im Internat auf der Ritterakademie Brandenburg und dann Leutnant im Eliteregiment der Gardes du Corps, übernahm ab 1908/1909 das Gut Melkof von seiner Mutter. Aufgrund seines Kriegseinsatzes übertrug er im Sommer 1914 die Leitung des Gutsbetriebes an seinen Schwiegervater, Franz Hubert Graf von Tiele-Winckler. Rittmeister Bolko Konrad Graf von Kanitz starb am 25. November 1916 an einer Tropenkrankheit in Sulaimaniyya während seines Einsatzes in Mesopotamien  dem heutigen Irak. Aus der Ehe mit Jelka Freiin von Tiele-Winckler gingen drei Kinder hervor, zwei Söhne und eine Tochter. Tragisch war, dass die 1908, 1912 und 1916 geborenen Kinder auch ihre Mutter verloren, die am 8. Januar 1922 auf dem alten Kleistgut Zützen in der Niederlausitz starb. Die Familie konnte trotz des schweren Schicksals den Gutsbetrieb aufrechterhalten. 1922 wies das Mecklenburgische Güter-Adressbuch für die Begüterung 992 ha Land aus, davon 156 ha Wald. Melkof selbst galt als Allodgut, mit dem 364 ha-Gut Langenheide in einem Verbund als Familienfideikommiss. Dazu gehörten noch 468 ha in Jesow. Eigentümer war zeitgleich Friedrich Franz Graf Kanitz (1908–1972). Das Herrenhaus und das Gut blieben bis zur Enteignung im Jahr 1945 in Familienbesitz.

### 1945–1990
Nachdem Familie von Kanitz 1945 enteignet worden war, ließ die sowjetische Besatzungsmacht im Herrenhaus ein Altersheim einrichten.
1948 erließ die sowjetische Kreiskommandantur in Hagenow den Befehl zum Gebäudeabbruch, der jedoch nicht ausgeführt wurde.
Mit der Gründung der DDR wurde das Anwesen in das Volkseigentum überführt. Schloss Melkof beherbergte in den folgenden Jahren ein Kreisfeierabendheim, für das der VEB Fliesenwerke „Kurt Bürger“ Boizenburg in den 1970er Jahren eine Patenschaft übernahm.

### 1990–heute
Nach dem Ende der DDR wurde das Herrenhaus weiterhin als Wohnsitz für Senioren genutzt. Später diente das Gebäude der Unterbringung von suchtkranken Frauen.
2003 erwarb ein Privatinvestor das Anwesen vom Landkreis Ludwigslust.

### Besitzerfolge
| Eigentümer             | Zeitraum      |
| ---------------------- | ------------- |
| Familie von Pentz      | 1400 bis 1819 |
| Familie von der Decken | 1819 bis 1875 |
| Familie von Kanitz     | 1875 bis 1946 |
| Volkseigentum          | 1946 bis 1990 |
| Landkreis Ludwigslust  | 1990 bis 1996 |
| Familie Schönfelder    | ab 2003       |

## Klassizistisches Herrenhaus

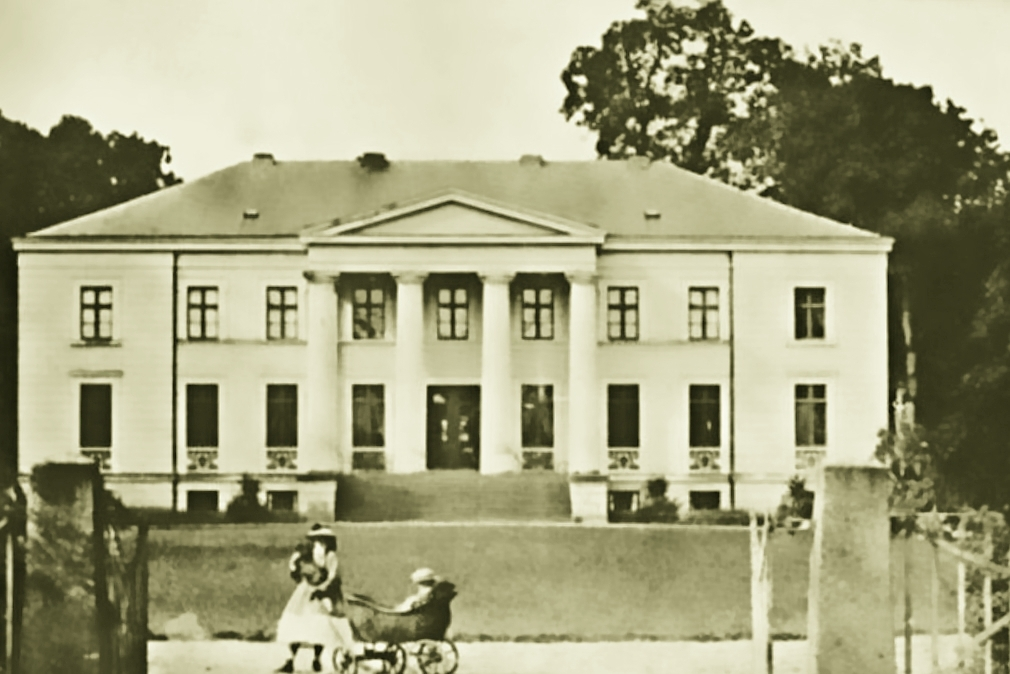
Klassizistischer Vorgängerbau

### Geschichte
Der Vorgängerbau des heutigen Herrenhauses wurde vermutlich im Zeitraum von 1819 bis 1820 errichtet. Der Entwurf wird dem regional tätigen Architekten Carl Heinrich Wünsch zugeschrieben.

### Außengestaltung

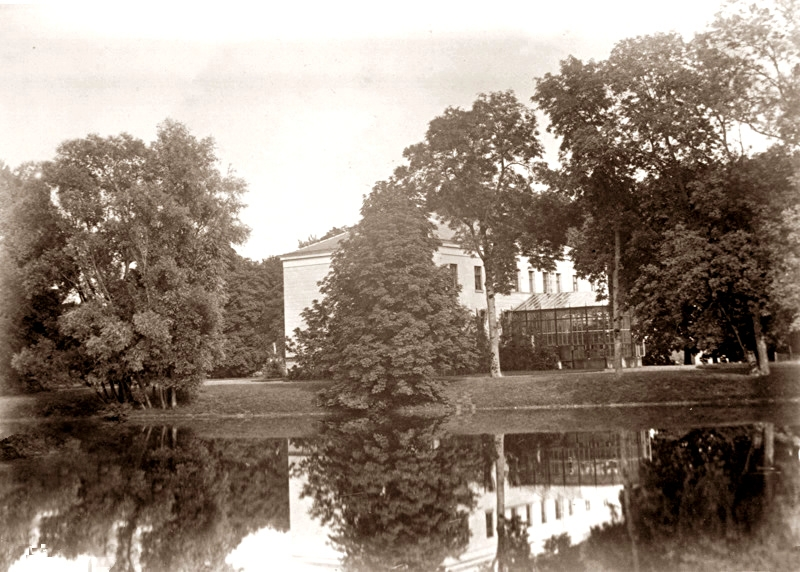
Blick auf den Wintergarten

Herrenhaus Melkof war ein im klassizistischen Stil errichteter Putzbau, mit rechteckiger Grundfläche und kurzen Seitenrisaliten.
Vorgesetzt war der Portikus mit seinen vier dorischen Säulen. Auf den gedrungenen wulstigen Kapitellen ruhte ein einfacher Architrav, der durch einen Dreiecksgiebel bekrönt wurde. Der Zugang zum herrschaftlichen Gebäude erschloss sich über die repräsentative breite Eingangstreppe. Im Sockelbereich des Gebäudes waren die Außenflächen umlaufend gequadert, zum darüber liegenden Geschoss mit Gesims abgegrenzt. Die Außenflächen der kurzen Seitenrisalite wurden ebenfalls gequadert, dem Erscheinungsbild des Sockelgeschosses folgend. Die vorhandenen profilierten rechteckigen Fenster entsprachen dem klassizistischen Stil. Profilierte Bereiche, unterhalb der Fenster im Erdgeschoss, wurden mit historisierenden Terrakotta-Elementen ausgestaltet. Am Gebäude fanden sich noch weitere Zierelemente, so die Frieselemente am Portikus und das Gesims von unterschiedlicher Ausprägung am Gebäudekörper. Der helle Gebäudeanstrich, vom Sockel zum Gesims aufhellend, war typisch für Bauten des Klassizismus.
Zum Gebäude gehörte auch der imposante Wintergarten, der auf der Rückseite im Zentrum des Gebäudes angeordnet war, mit einem direkten Zugang aus dem Innenbereich des Herrenhauses. Die Konstruktion war mit vegetabilen Schmuckelementen versehen.
Das Gebäude schloss nach oben hin mit einem Walmdach ab.
Die Zufahrt mit Rasenrondell, die Parkanlage und der See bildeten das schmuckvolle Umfeld des Herrenhauses.

### Innengestaltung
Das Herrenhaus verfügte über eine zentrale Eingangshalle, die von zwei Sälen flankiert wurde. An die Eingangshalle schloss sich zudem ein Gartensaal an. Erwähnenswert ist auch die Trompe-l’œil-Malerei, die die Westgiebelseite zierte und dem Betrachter einen Blick durch ein Portal in die scheinbare „Unendlichkeit“ bot.

## Historistisches Herrenhaus

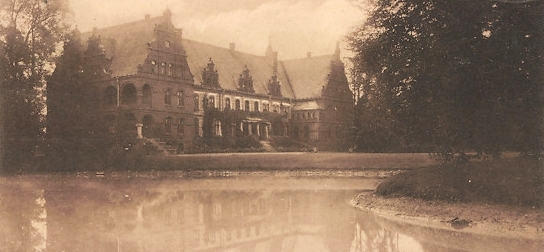
Herrenhaus Melkof, Parkseite / Seeseite

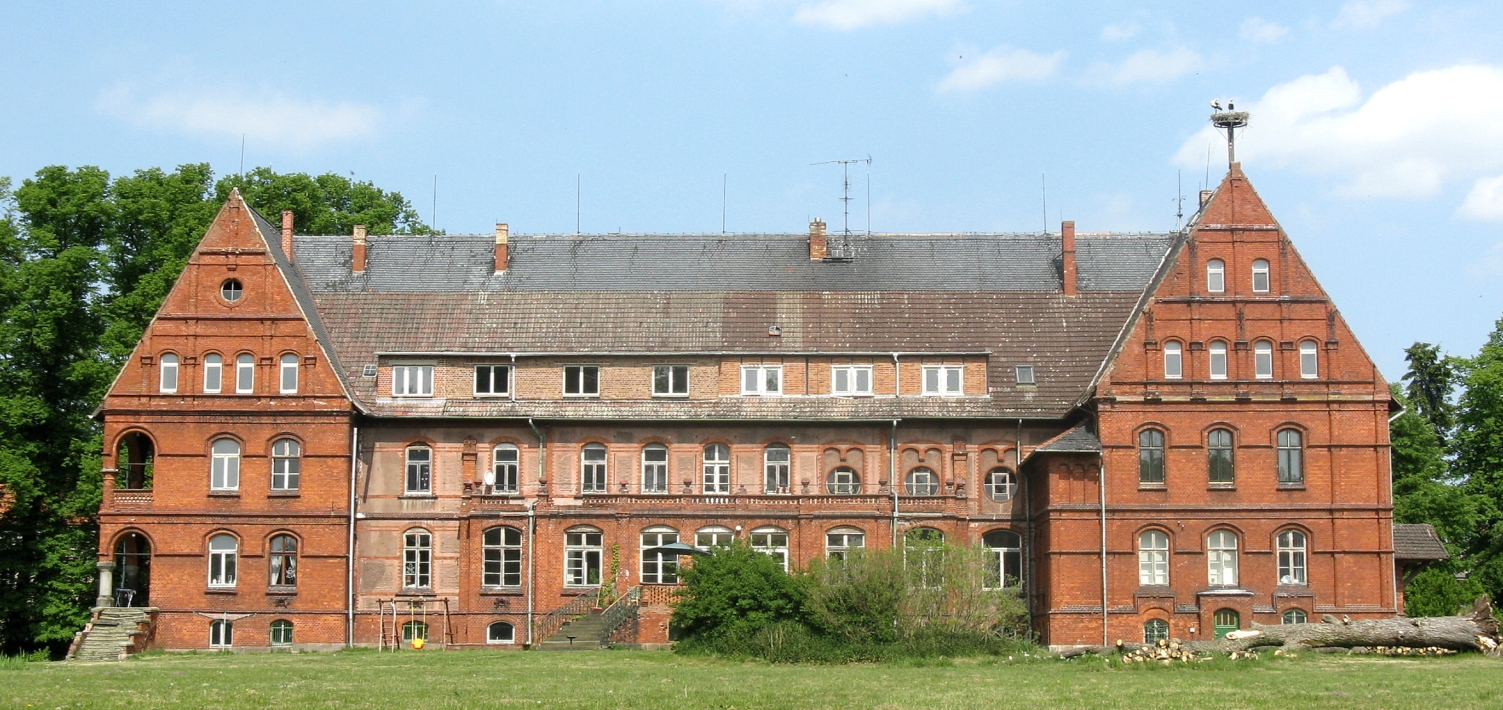
Herrenhaus Melkof, 2008

Den Auftrag zur Umgestaltung des Anwesens erteilte Konrad Erich Rudolf von Kanitz im Jahr 1888. Das Herrenhaus wurde nach einem Entwurf des Architekten Gotthilf Ludwig Möckel grundlegend umgebaut und erweitert.

### Außengestaltung
Schloss Melkof basiert auf einem H-förmigen Grundriss und ist über einem Untergeschoss errichtet. Das zweigeschossige Gebäude ist aus Hartbrand-Backstein erbaut und folgt dem Stil der Neorenaissance. Der zur Zufahrt gerichtete lange Gebäudekörper, mit einem kurzen Mittelrisalit, schließt an den Seiten mit zwei vorspringenden Seitenflügeln unterschiedlicher Größe ab. In der Gebäudemitte wurden zudem Bestandteile des klassizistischen Vorgängerbaus integriert. Der in der vorderen Gebäudemitte vorhandene Hauptzugang mit verzierter Holztür bildet den Mittelpunkt.
Die zahlreich vorhandenen Fenster wurden teils mit schöner Bleiverglasung versehen. Im Untergeschoss werden die Fenster zudem von schmiedeeisernen Fenstergittern geschützt, die ihrerseits mit floralen Elementen verziert sind. Auch die Lüftungsöffnungen, unterhalb der Erdgeschoss-Fenster, werden von formschönen Abdeckungen aus Eisenguss geschützt.
Der große Balkon mit Blick auf den Park wird von einer Balustrade aus Formsteinen eingefasst. Zur Parkseite hin, unterhalb des Balkons, befindet sich zudem eine großzügige Terrasse mit beidseitigem Treppenaufgang. Das zugehörige schmiedeeiserne Treppengeländer zieren vegetabile Schmuckelemente.
Das Herrenhaus schließt nach oben hin mit einem hohen Satteldach ab, das mit engobierten Dachziegeln gedeckt wurde.
Durch bauliche Eingriffe wurden in den letzten Jahrzehnten zahlreiche Stilelemente des Gebäudes beschädigt oder gänzlich beseitigt, daher unterscheidet sich das heutige Aussehen vom einstigen Erscheinungsbild.
Das Gebäude steht heute unter Denkmalschutz.

### Innengestaltung
Das Erdgeschoss und das erste Obergeschoss waren der Gutsherren-Familie und den Gästen des Hauses vorbehalten. Im Untergeschoss des Gebäudes war der Wirtschaftsbereich untergebracht und im Dachgeschoss befanden sich die Wohnräume der Diener und des sonstigen Hauspersonals.
Die Inneneinrichtung des Herrenhauses Melkof ist nur teilweise erhalten. Die noch vorhandene Innenausstattung lässt jedoch die ehemals herrschaftliche Einrichtung des Hauses erahnen. Über eine einläufige Steintreppe erschließt sich das Erdgeschoss. Die Eingangshalle ist mit reich verzierten Holzpaneelen ausgekleidet. Von der Eingangshalle ausgehend betritt man den Wappensaal, der sich im linken Seitenflügel befindet. Dieser Saal ist mit verzierten Holzeinbauten und Intarsienarbeiten im Stil der Neorenaissance geschmückt. Der Boden des Wappensaals ist außerdem mit hochwertigem Holz-Parkett ausgelegt. Eine hölzerne Gewölbedecke schließt den Saal nach oben hin ab. Die über die ganze Höhe des Saals reichenden dreibahnigen, farbig verglasten Fenster, oben mit hochgestelzten Rundbögen abschließend, sind mit den Wappen der Eigentümerfamilien verziert. Hier finden sich in der mittleren Fensterbahn die Allianzwappen der Familien von der Decken und von Kleist und darunter das Allianzwappen der Familien von Kanitz und von der Decken.
Von der Eingangshalle ausgehend erschließt sich über einen Zwischenflur zudem das herrschaftliche Kaminzimmer. Im Kaminzimmer bildet ein großer Kamin mit doppeltem Kaminsims den Mittelpunkt, in dessen flankierenden Nischen die entstehungszeitliche Wandgestaltung erhalten ist. Die Decke des Kaminzimmers ist mit fünf üppig verzierten Holzbögen ausgestattet, die sich über die gesamte Länge des Raumes erstrecken. An das Kaminzimmer schließt sich ein Gartensalon an. Bemerkenswert dort sind die mit vegetabilischen Schnitzwerk verzierten Flügeltüren und der direkte Austritt zur großen Terrasse.
Im Zuge von Sanierungs- und Restaurierungsarbeiten sollen weitere Elemente im Innenbereich freigelegt werden.